# 九龍巴士82X線
九龍巴士82X線是香港一條來往沙田濱景花園及黃大仙的循環巴士路線，途經沙田第一城、小瀝源、廣源邨、大老山隧道、新蒲崗和鑽石山。

## 歷史
- 1984年12月13日：首代82X開辦，往返沙田第一城及九龍塘站，只於平日繁忙時間服務。
- 1986年3月16日：首代82X提升至每日全日服務。
- 1989年8月12日：84X開辦，往返濱景花園及九龍塘站。
- 1990年8月1日：首代82X永久停駛，由84X增加班次取代。[1]
- 1991年6月27日：84X改為往返濱景花園及鑽石山站的循環線，以配合大老山隧道啟用。
- 1991年6月29日：第2代82X開辦，往返廣源及鑽石山站，採用循環運作，只於平日繁忙時間服務。
- 1992年4月1日：82X延長至黃大仙巴士總站。
- 1992年9月7日：84X改以全空調服務，改稱284X。
- 1993年6月20日：284X併入82X，82X改為往返濱景花園及黃大仙中心，加派空調巴士行走，並提升至每日全日服務。早上繁忙時間設廣源邨特別車。
- 1994年9月25日：早上繁忙時間廣源邨特別車改稱82P。
- 1997年4月21日：82X來回程均改經插桅杆街及牛皮沙街。
- 1997年9月10日：改以全空調服務。
- 2000年9月27日：82P增設黃昏繁忙時間班次，由黃大仙單向往圓洲角。
- 2001年11月11日：82P黃昏繁忙時間班次改以愉翠苑為總站。
- 2002年9月14日：82P早上繁忙時間班次改以鑽石山站為循環點。
- 2015年9月5日：增設到站時間預報。[2]
- 2019年1月21日：82P上午班次改為由碩門邨單向前往鑽石山站，取消循環線運作；下午班次改為由鑽石山站單向前往碩門邨，不再經黃大仙及新蒲崗。[3]
- 2022年8月29日：82P由碩門邨開出的班次減至2班；由鑽石山站開出的班次減至3班。[4]
- 2024年1月6日：82X線往黃大仙方向不再繞經新蒲崗公共交通總站，改經彩虹道「四美街」巴士站。[5]
- 2024年10月7日：82P取消服務。[6]
- 2025年8月25日：82X線削減至只於星期一至六繁忙時間服務。[7]

## 服務時間及班次
82X
| 濱景花園開       | 濱景花園開  | 濱景花園開   |
| 日期             | 服務時間    | 班次（分鐘） |
| ---------------- | ----------- | ------------ |
| 星期一至五       | 05:40-07:00 | 20           |
| 星期一至五       | 07:15       |              |
| 星期一至五       | 07:35-15:55 | 20           |
| 星期一至五       | 15:55-20:10 | 15           |
| 星期一至五       | 20:10-21:30 | 20           |
| 星期一至五       | 21:30-00:00 | 25           |
| 星期六           | 05:40-06:55 | 25           |
| 星期六           | 06:55-16:15 | 20           |
| 星期六           | 16:15-21:00 | 15           |
| 星期六           | 21:00-22:20 | 20           |
| 星期六           | 22:20-00:00 | 25           |
| 星期日及公眾假期 | 05:40-08:10 | 25           |
| 星期日及公眾假期 | 08:10-09:10 | 20           |
| 星期日及公眾假期 | 09:10-09:55 | 15           |
| 星期日及公眾假期 | 09:55-21:55 | 20           |
| 星期日及公眾假期 | 21:55-00:00 | 25           |

## 收費
全程：$6.2
- 過大老山隧道後往濱景花園（82X）：$6.0

| - 本線設有12歲以下小童及65歲或以上長者半價優惠。 - 65歲或以上香港居民使用「樂悠咭」，以及12歲以下合資格殘疾兒童使用「殘疾人士身份」個人八達通繳付車資，均可享有每程$2.0或半價（以較低者為準）的票價優惠；12至64歲合資格殘疾人士使用「殘疾人士身份」個人八達通（包括「樂悠咭」），以及60至64歲香港居民使用「樂悠咭」繳付車資，均可享有每程$2.0或全費（以較低者為準）的票價優惠。 - 65歲或以上長者如使用長者或一般個人八達通繳付車資，則只可享有半價優惠；12至64歲合資格殘疾人士如不使用「殘疾人士身份」個人八達通，以及60至64歲人士如不使用「樂悠咭」繳付車資，必須繳付全費。 - 乘客可以現金或八達通於上車時付款，不設找續。 - 每位成人乘客可免費攜帶最多兩名4歲以下而不佔座位的兒童乘客乘車，超額之4歲以下小童必須繳付小童車費乘車。 - 持有「九巴月票」之乘客在車票有效期內，每日可享最多10程任何九龍巴士及龍運巴士路線（包括本路線，以及聯營路線的九龍巴士／龍運巴士提供的班次；惟乘搭機場「A」及「NA」線則可享原價二七折優惠（不會計算每天10次合資格車程））；而B1線則每日可享最多各2程（不會計算每天10次合資格車程）。 - 九龍巴士、城巴、龍運巴士及陽光巴士全職員工及家屬（不包括外判職員）可免費乘搭本路線，惟必須拍職員或職員家屬八達通。 - 乘客亦可透過多元化電子支付系統（e度嘟）繳付車資，包括使用非接觸式VISA卡、JCB卡、萬事達卡、銀聯卡、美國運通、大來國際、Discover Card、Apple Pay、Google Pay、Samsung Pay、AlipayHK「易乘碼」、支付寶、WeChatHK／微信支付「搭車碼」、銀聯雲閃付「乘車碼」及BOC Pay「乘車碼」。乘客使用此付款方式，使用此支付方式的乘客可享有中途下車之分段收費，以及與其他九巴／龍運獨營路線或聯營線九巴／龍運班次之轉乘優惠，惟不適用於與非九巴／龍運路線之轉乘優惠，亦不能享有「公共交通費用補貼計劃」及「長者及合資格殘疾人士公共交通票價優惠計劃」。 |

### 八達通轉乘優惠
乘客登上本線後150分鐘內以同一張八達通卡轉乘以下路線，或從以下路線登車後150分鐘內以同一張八達通卡轉乘本線，次程可獲車資折扣優惠：
82X←→任何九巴大老山隧道日間非過海隧道路線，次程可獲$4.2折扣優惠
82X←→277X/277P/277E
- 82X往新界 → 277X往聯和墟，兩程總車資$14.8
- 277X往藍田站 → 82X往九龍，次程車資全免
- 82X往新界 → 277E/P往天平邨，兩程總車資$15.5
- 277E/P往藍田站 → 82X往九龍，次程車資全免

## 使用車輛
現時本線使用6輛富豪B9TL 12米（AVBWU）及1輛亞歷山大丹尼士E500 (ATENU)
| 車隊編號 | 車牌   |
| -------- | ------ |
| ATENU315 | SW3236 |
| AVBWU236 | RG3699 |
| AVBWU239 | RG3913 |
| AVBWU242 | RG9525 |
| AVBWU280 | RJ8495 |
| AVBWU281 | RK2545 |
| AVBWU288 | RK3715 |

## 行車路線
經：安景街、大涌橋路、小瀝源路、銀城街、插桅杆街、牛波沙街、沙田圍路、小瀝源路、廣源巴士總站、廣源邨通道、小瀝源路、大老山公路、大老山隧道、斧山道、迴旋處、斧山道、彩虹道、沙田坳道、東頭村道、黃大仙巴士總站、沙田坳道、彩虹道、蒲崗村道、鳳德道、龍蟠街、鑽石山站公共運輸交匯處、龍蟠街、大老山隧道、大老山公路、沙田圍路、小瀝源路、廣源巴士總站、廣源邨通道、小瀝源路、沙田圍路、牛波沙街、插桅杆街、銀城街、小瀝源路、大涌橋路及安景街。

### 沿線車站

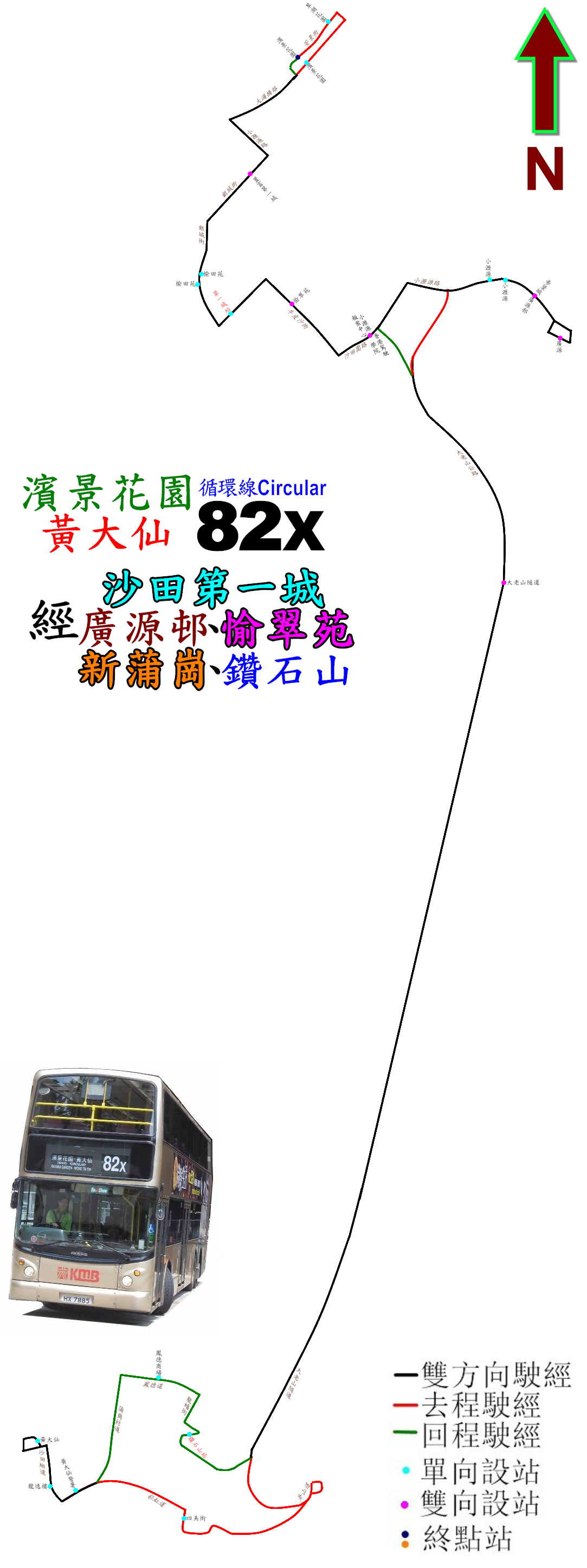
此線的走線圖

| 1          | 濱景花園巴士總站     | 濱景花園巴士總站       |
| 2          | 翠湖花園             | 安景街                 |
| 3          | 新界鄉議局大樓（S5） | 大涌橋路               |
| 4          | 置富第一城           | 銀城街                 |
| 5          | 愉田苑               | 銀城街                 |
| 6          | 第一城站             | 插桅杆街               |
| 7          | 愉翠苑               | 牛皮沙街               |
| 8          | 小瀝源報案中心       | 沙田圍路               |
| 9          | 廣源巴士總站         | 廣源巴士總站           |
| 10         | 廣源邨               | 小瀝源路               |
| 11         | 小瀝源               | 小瀝源路               |
| 12         | 大老山隧道（A3）     | 大老山公路             |
| 大老山隧道 |                      |                        |
| 13         | 四美街               | 彩虹道                 |
| 14         | 黃大仙下邨龍逸樓     | 沙田坳道               |
| 15         | 黃大仙巴士總站       | 黃大仙巴士總站         |
| 16         | 黃大仙警署           | 彩虹道                 |
| 17         | 鳳德商場             | 鳳德道                 |
| 18         | 鑽石山站             | 鑽石山站公共運輸交匯處 |
| 大老山隧道 |                      |                        |
| 19         | 大老山隧道（B4）     | 大老山公路             |
| 20         | 小瀝源               | 小瀝源路               |
| 21         | 帝堡城               | 小瀝源路               |
| 22         | 廣源巴士總站         | 廣源巴士總站           |
| 23         | 香港駕駛學院         | 沙田圍路               |
| 24         | 愉翠苑               | 牛皮沙街               |
| 25         | 愉田苑               | 銀城街                 |
| 26         | 置富第一城           | 銀城街                 |
| 27         | 濱景花園巴士總站     | 濱景花園巴士總站       |

## 外部連結
- 九巴82X線官方網站路線資料 （页面存档备份，存于）
- 681巴士總站：82X （页面存档备份，存于）
- 九巴82P、82X線詳細時間表 （页面存档备份，存于）